# Certificat qualité de l'air
« Crit'air » redirige ici. Pour l’article homophone, voir Critère.
Un certificat qualité de l'air (également appelé Crit'Air) est un document sécurisé délivré en France à partir des informations figurant sur le certificat d'immatriculation (ou carte grise) d'un véhicule, attestant de son niveau d'émissions de polluants sur la base de la norme européenne d'émissions auquel il répond. Tous les véhicules routiers motorisés sont concernés : deux-roues, tricycles, quadricycles, automobiles, utilitaires, poids lourds dont autobus et autocars. Il « donne droit à des avantages pour les véhicules les moins polluants » ; la loi relative à la transition énergétique pour la croissance verte permet notamment aux maires et aux présidents d'établissement public de coopération intercommunale, dans les agglomérations et les zones pour lesquelles un plan de protection de l'atmosphère est adopté, de mettre en place des zones à faibles émissions dans lesquelles le certificat est obligatoire pour circuler ou stationner,.
Élaboré par le ministère de l'Environnement en collaboration avec le ministère de l'Intérieur, c'est l'un des moyens de réduction de l'impact environnemental du transport routier. Il s'inscrit dans un dispositif français permettant d'identifier la contribution présumée des véhicules automobiles à la pollution de l'air.
Il repose sur un autocollant coloré et sécurisé (la vignette ou pastille Crit'Air), à poser sur la partie inférieure droite du pare-brise des véhicules (à l'intérieur), ou à l'avant de celui-ci pour les véhicules sans pare-brise. L'autocollant peut être commandé en ligne ; depuis mars 2018, il coute 3,67 €, frais d'acheminement inclus, pour un envoi en France.

## Motivation
Des études récentes ont permis de mieux cerner les effets de la pollution de l'air sur la santé. En mars 2014, l'Organisation mondiale de la santé estime qu'elle a causé 7 millions de morts prématurés en 2012 dans le monde, et l'Agence nationale de santé publique estime en 2016 qu'elle occasionne au moins 48 000 morts prématurées en France chaque année, qui seraient évitables « sans pollution induite par l’activité humaine, dite anthropique ». Une partie significative de cette mortalité est attribuée aux particules en suspension émises notamment par les véhicules à moteur diesel (essentiellement les bateaux et camions) : selon l'agence, si le taux de particules fines PM2,5 restait en dessous du seuil de 10 µg/m3 recommandé par l'OMS, 17 700 morts pourraient être évitées chaque année en France mais ce chiffre tombe à seulement 10 décès évités si le taux de particules fines descendait au niveau du seuil limite de 20 µg/m3 imposé pour 2020 par l'Union européenne. Les oxydes d'azote sont des gaz polluants émis notamment par les véhicules diesel. Ils sont nocifs pour la santé de tous les êtres vivants et pour l'environnement, car ils contribuent à la formation de pluies acides, à l'eutrophisation des cours d'eau et sont les précurseurs d'autres polluants (voir Oxyde d'azote).
Les normes européennes d'émissions (normes Euro) sont devenues progressivement plus contraignantes, si bien que les voitures les plus récentes émettent en principe moins de particules en suspension et d'oxydes d'azote que les modèles anciens. Une classification des véhicules en fonction de leur respect des normes Euro est donc apparue comme une façon simple et rapide d'estimer le degré de pollution des véhicules.

## Principe

Les six vignettes existantes, de gauche à droite : Catégories 5, 4, 3, 2, 1 et véhicules électrique/hydrogène.

La mise en place du dispositif est annoncée par Ségolène Royal, ministre de l'Écologie, le 2 juin 2015. L'arrêté est publié au Journal officiel le 21 juin 2016.
Le certificat qualité de l'air succède à la pastille verte (1998-2012) en permettant de distinguer parmi les véhicules ceux qui sont susceptibles de polluer moins. Les automobilistes sont libres de demander ou non un certificat, mais celui-ci peut être exigé pour circuler dans certaines zones à certains moments.
Les automobilistes ayant apposé un certificat qualité de l'air sur le pare-brise de leur véhicule pourront, en fonction de la catégorie de celui-ci, bénéficier de condition de stationnement et de circulation favorables, et circuler dans les zones à circulation restreinte.
En décembre 2020, le gouvernement confirme que les véhicules Diesel ne seront pas éligibles à la vignette Crit'Air 1, à la suite de la publication de l'étude sur les émissions des véhicules récents réalisée par l'IFPEN sur commande du gouvernement : sur les 22 véhicules récents testés, 20 respectent les normes en vigueur, quelles que soient les conditions de conduite. Les véhicules roulant au gazole émettent en moyenne 11 % de CO2 en moins que ceux roulant à l'essence, 2,8 fois moins de particules et plus de 5 fois moins de monoxyde de carbone, mais 2,8 fois plus d'oxydes d'azote (NOx) que l'essence, même avec un dispositif de réduction catalytique sélective (SCR en anglais). Or les NOx sont l'un des enjeux principaux en matière de qualité de l'air ; c'est sur ce point que la France a été condamnée par la Cour de justice de l'Union européenne.

## Villes et départements concernés
La décision d'utilisation des certificats est pour l'instant du ressort des maires ou des préfets.

### Chambéry
Le 27 juin 2019, la ville de Chambéry applique le système des vignettes Crit’air : les véhicules qui ne possèdent pas de vignette ne sont pas autorisés à circuler dans l'hyper-centre car le niveau 2 d'alerte à la pollution est atteint,.

### Agglomération grenobloise
Depuis le 1er juillet 2017 la vignette crit'air est obligatoire dans les 49 communes de l'agglomération.
Deux dispositifs différents cohabitent : l'un permanent, dans le centre-ville élargi de Grenoble, concerne les véhicules utilitaires légers ainsi que les poids lourds ; l'autre s'applique à tout type de véhicule en cas de pic de pollution prolongé sur le périmètre de la métropole Grenoble-Alpes.
Le dispositif permanentrésultant de la création d'une zone à faibles émissions, en vigueur depuis le 1er janvier 2017, et qui a pour périmètre le « centre-ville élargi » de Grenoble dans lequel les véhicules de marchandises non éligibles à un certificat qualité de l'air n'ont pas le droit de circuler entre 7 h et 19 h du lundi au vendredi. Cela concerne les véhicules utilitaires légers mis en circulation avant le 30 septembre 1997 et les poids lourds mis en circulation avant le 30 septembre 2001.
Le dispositif « pic de pollution »a pour périmètre la métropole Grenoble-Alpes et ses accès autoroutiers. Il résulte d'un arrêté de la préfecture de l'Isère du 9 décembre 2016 et met en place, pour tous les types de véhicule (véhicules légers et utilitaires légers, poids lourds, bus et autocars, deux-roues), des restrictions de circulation selon le degré de pollution de l'air. Outre une réduction des vitesses maximales de circulation dès le deuxième jour de dépassement prévu du seuil du niveau d’information, il prévoit que :
- À partir du 5e jour de persistance d'un pic de pollution de l'air, ou de dépassement d'un certain seuil, seuls les véhicules éligibles à un certificat qualité de l'air ont le droit de circuler sur les 49 communes du territoire métropolitain et leur zone périurbaine ;
- À partir du 7e jour, les véhicules classés dans les catégories 4 et 5 ne peuvent plus circuler non plus, comme ce fut le cas le 13 décembre 2016.

Le contrevenant aux mesures de restriction de la circulation est passible de l'amende prévue pour une contravention de deuxième classe conformément aux dispositions de l'article R.411-19 du code de la route.

### Agglomération lilloise
Le 10 février 2017, la Métropole européenne de Lille (MEL) a décidé de mettre en place un dispositif de circulation différenciée en cas de pic de pollution. C'est la préfecture du Nord qui décide de l'activation du dispositif, au sein d'une zone grossièrement délimitée par l'autoroute A25 (au sud), la route nationale 227, l'autoroute A22 (à l'est) et la route nationale 352 (rocade nord-ouest) en attendant que des études soient réalisées par la Métropole pour définir une zone pérenne.
La première mise en place de ce dispositif n'intervient cependant que 2 ans plus tard, le 28 février 2019. Depuis, la circulation différenciée en cas de pic de pollution a été activée à 4 reprises (au 2 juillet 2019). Lors de son conseil métropolitain, la MEL a finalement défini une « zone de faibles émissions » (ZFE) devant entrer en vigueur en 2021. Les véhicules de vignettes 4 ou 5, ou sans vignettes en seraient exclus en permanence. Marcq-en-Barœul quitte cette ZFE ; au contraire, plusieurs villes du sud de Lille (Haubourdin, Loos, Ronchin, Faches-Thumesnil) y entrent. À terme, cette zone a vocation à englober la totalité du territoire de la Métropole.

### Agglomération lyonnaise
Un certificat est nécessaire pour circuler à Lyon et Villeurbanne, en cas de pic de pollution, depuis le 16 décembre 2016. La zone est par la suite étendue à Caluire-et-Cuire.
Le 1er janvier 2020, une zone à faibles émissions est créée pour ces trois communes : ainsi, les camions et véhicules utilitaires légers ne disposant pas d'une vignette 0, 1, 2 ou 3 ne peuvent circuler dans cette zone et, à partir du 1er janvier 2021, les vignettes 3 seront elles aussi interdites, en dehors des exceptions prévues (véhicules prioritaires par exemple). L'extension du dispositif aux véhicules particuliers est à l'étude selon des annonces faites à l'été 2020.
Le 15 mars 2021, la métropole de Lyon annonce l'interdiction au 1er janvier 2022 des véhicules ayant une vignette Crit'air 5 ou non-classés, puis l'interdiction progressive entre 2023 et 2026 des véhicules possédant des vignettes Crit'air 4, puis 3, puis 2. Diverses mesures d'accompagnement (prix des transports en commun, aides à l'achat d'un nouveau véhicule, etc.) seront mises en place, notamment pour les personnes les plus démunies.

### Commune de Marseille
Un certificat est nécessaire pour circuler dans le centre-ville de Marseille, en cas de pic de pollution, depuis le 7 juin 2019. La zone concernée est délimitée par les grands axes suivants : bretelle autoroutière A557, passerelle de Plombières, rocade du Jarret, 2e avenue du Prado.

### Paris

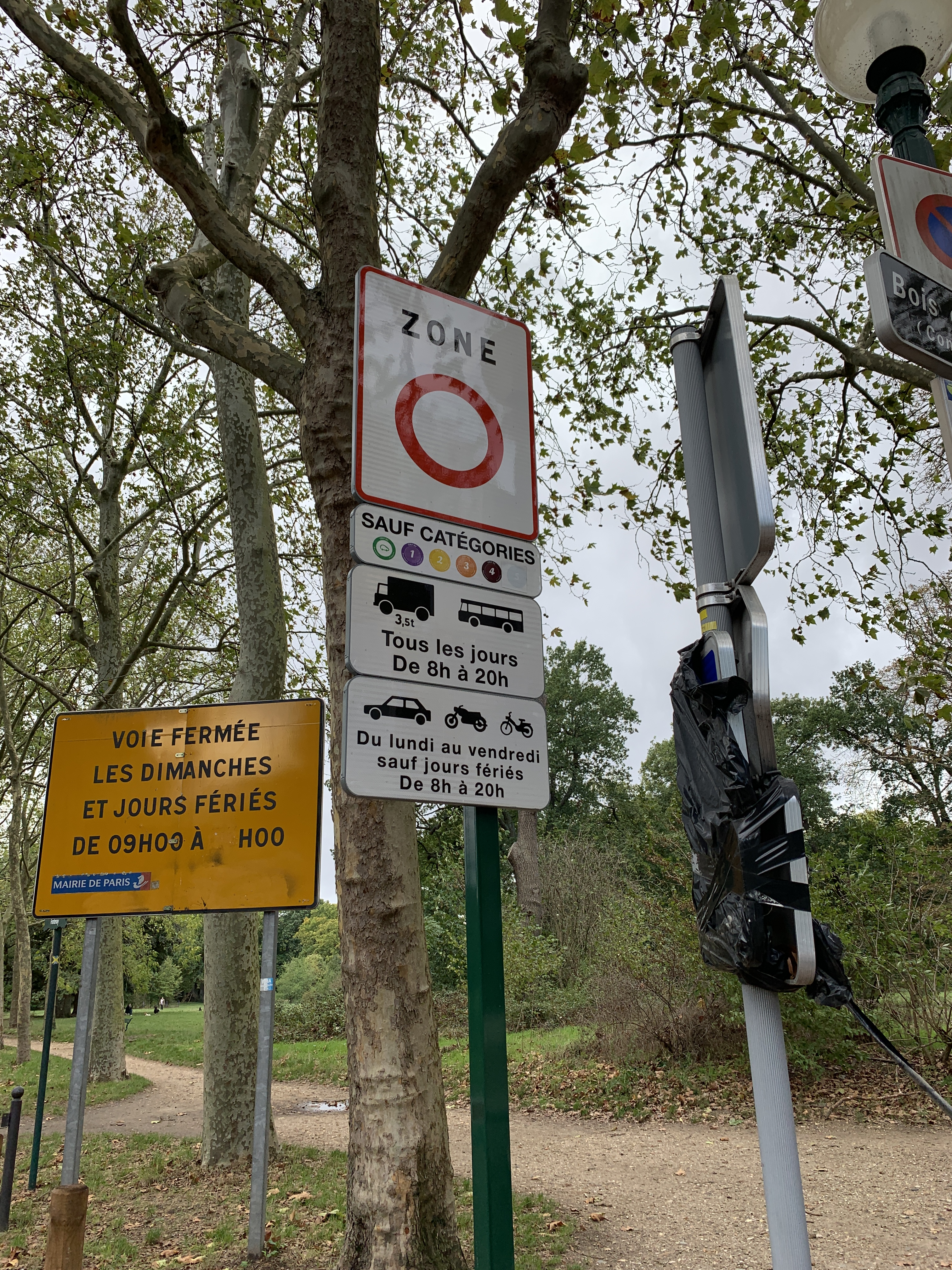
Panneau à l'entrée de la zone réglementée à Paris. Les panonceaux indiquent les restrictions variant selon les agglomérations.

À Paris, les véhicules non éligibles à un certificat n'ont plus le droit de circuler, entre 8 et 20 h, en semaine, depuis le 20 janvier 2017, date de publication de l'arrêté municipal de la Ville de Paris. Depuis cette même date, les véhicules éligibles à un certificat qualité de l'air y ont aussi l'obligation de l'afficher pour stationner.
Depuis le 1er juillet 2017, les véhicules de catégorie 5 sont également concernés, et, en application du décret no 2017-782 du 5 mai 2017 « renforçant les sanctions pour non-respect de l'usage des certificats qualité de l'air et des mesures d'urgence arrêtées en cas d'épisode de pollution atmosphérique », la vignette est obligatoire également pour circuler.
D'ici 2020[Quand ?], la mairie de Paris prévoit d'interdire la circulation, entre 8 et 20 h en semaine, de tous les véhicules ne répondant pas aux critères de pollution les plus exigeants en vigueur à cette date,.

#### Métropole du Grand Paris

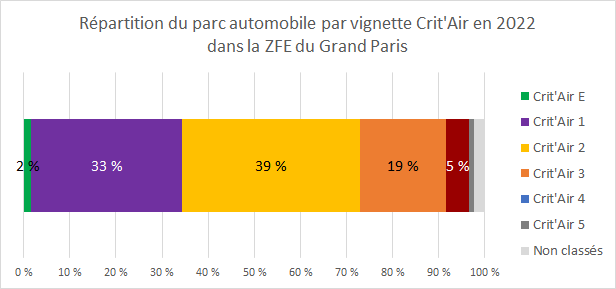
Répartition du parc automobile de la ZFE du Grand Paris par vignette Crit’Air en 2022.

Le conseil de la Métropole du Grand Paris (MGP) a voté le 12 novembre 2018 l'extension aux 79 communes de la zone dense de la région parisienne, où résident 5,6 millions d'habitants, des restrictions de circulation déjà imposées à Paris.
Dès le 1er juillet 2019, en semaine, les véhicules qui ne peuvent pas obtenir de vignette Crit'Air et ceux qui arborent le macaron Crit'Air 5 ne pourront plus circuler en zone dense, à l'intérieur de l'A86. À la même date, la ville de Paris, qui a déjà interdit les véhicules Crit'Air 5 depuis le 1er juillet 2017, passe à une interdiction pour les véhicules Crit'Air 4.
À partir du 1er juin 2021, les véhicules particuliers Crit'Air 4 sont également interdits de circulation à l'intérieur de l'A86, de 8 h à 20 h pendant les jours ouvrés,.
La MGP avait annoncé son intention d'interdire les véhicules Crit'Air 3 à partir du 1er juillet 2022, mais la date a été repoussée à trois reprises, jusqu'au 1er janvier 2025,,.

### Agglomération rennaise
Le 20 février 2018, la Préfecture d'Ille-et-Vilaine annonce, en lien avec Rennes Métropole, mettre en place ce dispositif en cas de pic de pollution, à compter du 1er octobre 2018 sur la partie du territoire située à l'intérieur de la rocade rennaise, mais il ne concernera pas cette dernière,. Le dispositif s'appliquera ainsi sur une partie du territoire des communes de Rennes, Saint-Jacques-de-la-Lande, Saint-Grégoire, Cesson-Sévigné, Chantepie et Noyal-Châtillon-sur-Seiche.

### Agglomération strasbourgeoise
La mise en place du certificat avait dans un premier temps été annoncée pour le 1er septembre 2017, mais verra finalement le jour le 1er novembre 2017 suivant. En cas de pic de pollution, les véhicules les plus polluants ne seront pas autorisés à circuler sur l'ensemble de territoire de l'eurométropole de Strasbourg, autoroutes A35 (entre l'échangeur avec l'A4 au nord et l'échangeur avec la N83 au sud) et A351, routes nationales et départementales (notamment la N4 débouchant à Kehl, la N2350, ex-A350, ou encore la D400 servant d'accès à l'aéroport de Strasbourg-Entzheim) incluses.
Au bout du 3e jour d'un pic de pollution, les véhicules ne disposant pas de la vignette ou disposant d'une vignette 4 ou 5 ne pourront plus circuler, et ce jusqu'à la fin du pic.

### Toulouse
Depuis le 27 novembre 2017, une vignette Crit’Air verte ou de classe 1, 2 ou 3 est obligatoire pour circuler à l'intérieur du périphérique de Toulouse à partir du troisième jour d'un pic de pollution.
Depuis le 1er mars 2022 une zone à faibles émissions (ZFE) a été mis en place à Toulouse et dans certaines parties des communes de Colomiers et Tournefeuille.

### Agglomération nancéienne
Depuis le 1er juin 2021, la Métropole du Grand Nancy a mis en place une zone à circulation différenciée sur son territoire appliquée pendant les pics de pollution prolongés. Son périmètre recouvre la totalité du territoire de la métropole, à l'exception des autoroutes et des voies d'accès aux parkings-relais. Elle concerne tous les types de véhicules (VL, VUL et PL) et s'applique de 6 h à 20 h. Pendant son application, la circulation des véhicules portant une vignette Crit'Air 4, 5 ou non classés est interdite.

### En Suisse

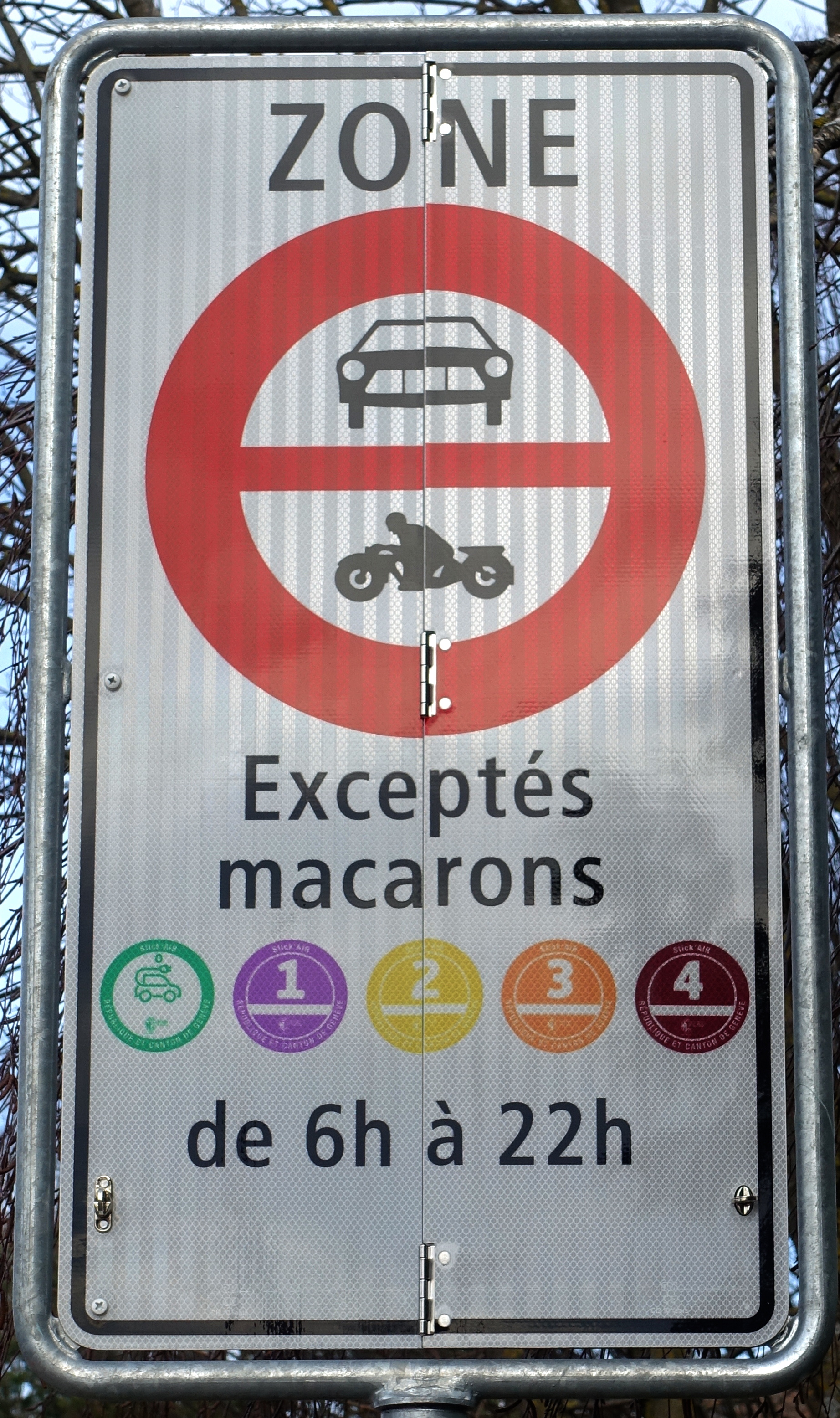
Signalétique à l'entrée du périmètre d'application du système Stick'air à Genève.

Depuis le 15 janvier 2020, la ville de Genève devient la première ville de Suisse à mettre en place la circulation différenciée en cas de pic de pollution avec le système « Stick'air », qui est calqué sur Crit'Air et qui reconnait aussi les vignettes françaises, puisque le barème est très proche, de façon à éviter aux frontaliers de multiplier les vignettes sur le pare-brise,,.
Après le dépôt de plusieurs recours, la justice genevoise admet partiellement certains recours le 27 août 2020, ne remettant pas en cause le système mais uniquement les seuils d'alerte retenus pour la mise en place du dispositif, la justice rappelant que les seuils cantonaux ne peuvent être égaux ou inférieurs à ceux de l'ordonnance fédérale sur la pollution de l'air. Le 11 novembre 2020, le Conseil d'État genevois annonce que les modifications ont été effectuées et que le dispositif est désormais pleinement opérationnel, y compris sur le plan des contraventions.
Le système est appliqué en cas de pic de pollution de 6 h à 22 h, à l'intérieur d'un périmètre comprenant le centre de Genève et une partie de Carouge, délimité par les avenues formant la « moyenne ceinture urbaine ».

## Catégories
Il existe six certificats, auxquels correspondent des couleurs, en fonction de la motorisation (électrique, à hydrogène, essence ou Diesel) et de la norme européenne d'émissions (norme Euro) du véhicule, ou à défaut quand celle-ci n'est pas disponible de la date de la première immatriculation,,.
La pollution du véhicule mesurée lors du contrôle technique n'est pas prise en compte car elle donne une information incomplète sur le degré de pollution d'un véhicule. En effet, les mesures effectuées lors de ce contrôle se limitent au monoxyde de carbone et à l'opacité des fumées d'échappement, et ne fournissent aucune information sur les émissions de particules fines et d'oxydes d'azote.
| Couleur | Couleur  | Catégorie | Véhicule électrique ou à hydrogène | Véhicule au gaz ou hybride rechargeable | Voiture particulière ou véhicule utilitaire léger (VUL) à essence | Voiture particulière ou véhicule utilitaire léger (VUL) à essence | Voiture particulière ou véhicule utilitaire léger (VUL) Diesel | Voiture particulière ou véhicule utilitaire léger (VUL) Diesel   |
| Couleur | Couleur  | Catégorie | Véhicule électrique ou à hydrogène | Véhicule au gaz ou hybride rechargeable | Norme Euro                                                        | Date d'immatriculation                                            | Norme Euro                                                     | Date d'immatriculation                                           |
| ------- | -------- | --------- | ---------------------------------- | --------------------------------------- | ----------------------------------------------------------------- | ----------------------------------------------------------------- | -------------------------------------------------------------- | ---------------------------------------------------------------- |
|         | verte    |           | Tous                               |                                         |                                                                   |                                                                   |                                                                |                                                                  |
|         | violette | 1         |                                    | Tous                                    | Euro 5 et 6                                                       | À partir du 1er janvier 2011                                      |                                                                |                                                                  |
|         | jaune    | 2         |                                    |                                         | Euro 4                                                            | Du 1er janvier 2006 au 31 décembre 2010                           | Euro 5 et 6                                                    | À partir du 1er janvier 2011                                     |
|         | orange   | 3         |                                    |                                         | Euro 2 et 3                                                       | Du 1er janvier 1997 (VUL : 1er octobre 1997) au 31 décembre 2005  | Euro 4                                                         | Du 1er janvier 2006 au 31 décembre 2010                          |
|         | bordeaux | 4         |                                    |                                         |                                                                   |                                                                   | Euro 3                                                         | Du 1er janvier 2001 au 31 décembre 2005                          |
|         | grise    | 5         |                                    |                                         |                                                                   |                                                                   | Euro 2                                                         | Du 1er janvier 1997 (VUL : 1er octobre 1997) au 31 décembre 2000 |

Les voitures particulières ne répondant pas au minimum à la norme Euro 2 (antérieurs au 1er janvier 1997 ou au 1er octobre 1997 pour les VUL) ne peuvent pas obtenir de certificat.
| Couleur | Couleur  | Catégorie | Véhicule électrique ou à hydrogène | Véhicule au gaz ou hybride rechargeable | Véhicules thermiques | Véhicules thermiques |
| Couleur | Couleur  | Catégorie | Véhicule électrique ou à hydrogène | Véhicule au gaz ou hybride rechargeable | Norme Euro           | Date d'immatriculation                                                                                                  |
| ------- | -------- | --------- | ---------------------------------- | --------------------------------------- | -------------------- | --- |
|         | verte    |           | Tous                               |                                         |                      | |
|         | violette | 1         |                                    | Tous                                    | Euro IV              | À partir du 1er janvier 2017 pour les motos et du 1er janvier 2018 pour les cyclomoteurs                                |
|         | jaune    | 2         |                                    |                                         | Euro III             | Du 1er janvier 2007 au 31 décembre 2016 pour les motos et du 1er janvier 2007 au 31 décembre 2017 pour les cyclomoteurs |
|         | orange   | 3         |                                    |                                         | Euro II              | Du 1er juillet 2004 au 31 décembre 2006                                                                                 |
|         | bordeaux | 4         |                                    |                                         | -                    | De juin 2000 au 30 juin 2004                                                                                            |

Les deux-roues, tricycles et quadricycles à moteur ne répondant pas à une norme Euro et antérieurs au 31 mai 2000 ne peuvent pas obtenir de certificat.
| Couleur | Couleur  | Catégorie | Véhicule électrique ou à hydrogène | Véhicule au gaz ou hybride rechargeable | Véhicule à essence ou autre | Véhicule à essence ou autre              | Véhicule Diesel | Véhicule Diesel                                             |
| Couleur | Couleur  | Catégorie | Véhicule électrique ou à hydrogène | Véhicule au gaz ou hybride rechargeable | Norme Euro                  | Date d'immatriculation                   | Norme Euro      | Date d'immatriculation                                      |
| ------- | -------- | --------- | ---------------------------------- | --------------------------------------- | --------------------------- | ---------------------------------------- | --------------- | ----------------------------------------------------------- |
|         | verte    |           | Tous                               |                                         |                             |                                          |                 |                                                             |
|         | violette | 1         |                                    | Tous                                    | Euro VI                     | À partir du 1er janvier 2014             |                 | Tout véhicule fonctionnant exclusivement au biogazole B100. |
|         | jaune    | 2         |                                    |                                         | Euro V                      | Du 1er octobre 2009 au 31 décembre 2013  | Euro VI         | À partir du 1er janvier 2014                                |
|         | orange   | 3         |                                    |                                         | Euro III et IV              | Du 1er octobre 2001 au 30 septembre 2009 | Euro V          | Du 1er octobre 2009 au 31 décembre 2013                     |
|         | bordeaux | 4         |                                    |                                         |                             |                                          | Euro IV         | Du 1er octobre 2006 au 30 septembre 2009                    |
|         | grise    | 5         |                                    |                                         |                             |                                          | Euro III        | Du 1er octobre 2001 au 30 septembre 2006                    |

Les poids lourds, autobus et autocars ne répondant pas au minimum à la norme Euro 2 (antérieurs au 30 septembre 2001) ne peuvent pas obtenir de certificat. L'arrêté du 11 avril 2022 « modifiant l'arrêté du 21 juin 2016 établissant la nomenclature des véhicules classés en fonction de leur niveau d'émission de polluants atmosphériques en application de l'article R. 318-2 du code de la route » et publié le 16 avril 2022 au Journal officiel de la République française permet aux véhicules fonctionnant exclusivement au biogazole B100, identifié par la présence du code B1 au lieu de GO sur la case P.3 du certificat d'immatriculation d'obtenir une vignette Crit’Air 1.

### Répartition du parc et du trafic
Au 1er janvier 2019, 38 millions de voitures sont en circulation en France : 0,3 % sont éligibles à la vignette Crit’air 0, 18 % à la Crit’Air 1, 33 % à la Crit’Air 2, 39 % aux Crit’Air 3 et 4, 9 % à la Crit’Air 5 ou plus. Les distances les plus élevées ont été parcourues par des véhicules de catégorie 2 (40 %) et Crit’Air 3 (28 %) ; les Crit’Air 1 (14 %) et Crit’Air 5 ou plus (6 %) constituent le reste du trafic, le reste étant en catégorie 4.
À Paris, les deux tiers des véhicules sont de catégorie 1 ou 2 en 2018. La catégorie 5 représente moins de 2 % du parc.
| Vignette      | Couleur       | Catégorie     | Parc (millions)  | Parc (millions)  | Parc (millions)  | Part (%)         | Part (%)         | Part (%)         |
| ------------- | ------------- | ------------- | ---------------- | ---------------- | ---------------- | ---------------- | ---------------- | ---------------- |
| Vignette      | Couleur       | Catégorie     | 1er janvier 2021 | 1er janvier 2022 | 1er janvier 2024 | 1er janvier 2021 | 1er janvier 2022 | 1er janvier 2024 |
|               | verte         | 0             | 0,24             | 0,40             | 0,86             | 0,63             | 1,04             | 2,20             |
|               | violette      | 1             | 9,57             | 10,79            | 12,99            | 25,02            | 27,87            | 33,10            |
|               | jaune         | 2             | 13,90            | 14,15            | 14,01            | 36,26            | 36,54            | 35,70            |
|               | orange        | 3             | 9,24             | 8,65             | 7,61             | 24,10            | 22,26            | 19,40            |
|               | bordeaux      | 4             | 3,22             | 2,86             | 2,27             | 8,40             | 7,38             | 5,80             |
|               | grise         | 5             | 0,76             | 0,65             | 1,49             | 2,00             | 1,68             | 3,80             |
| Sans vignette | Sans vignette | Sans vignette | 1,38             | 1,21             | 1,49             | 3,61             | 3,12             | 3,80             |

Dans les plus grands territoires ZFE (Paris, Lyon, Marseille, Rouen et Strasbourg) 26 % des 4,7 millions de voitures entrent dans la catégorie Crit’Air 3 ou véhicules plus polluants et 7,5 % dans la catégorie Crit’Air 4 ou plus polluants.
Dans les 37 territoires de vigilance (dont Toulouse, Nice, Montpellier, Grenoble, Reims et Saint-Étienne) 28,8 % des voitures entrent dans la catégorie Crit’Air 3 ou plus polluants et 8,7 % dans la catégorie Crit’Air 4 et plus.

## Restrictions
En 2020, seules la ville de Paris et la Métropole du Grand Paris appliquent des mesures restrictives permanentes pour les véhicules particuliers (VP) et les deux roues (2RM).
L'agglomération grenobloise applique deux types de restrictions : l'une permanente et l'autre en cas de pic de pollution.
D'autres agglomérations comme Toulouse, l'agglomération lilloise et l'agglomération strasbourgeoise n'appliquent ces mesures que lors de pics de pollution.
L'agglomération de Montpellier met progressivement en place les restrictions de circulation à partir du 1er juillet 2022 ; elles s'appliquent 7 jours sur 7 et minuit sur 24. Jusqu'en juin 2026, elles ne s'appliquent que sur 11 communes de la métropole (Castelnau-le-Lez, Clapiers, Grabels, Jacou, Juvignac, Lattes, Le Crès, Montpellier, Pérols, Saint-Jean-de-Védas, Villeneuve-lès-Maguelone) et à partir du 1er juillet 2026, l'ensemble des 31 communes de l'agglomération sera concerné par les restrictions.
| Vignette      | Vignette      | Grand Paris,                                | Grand Paris,                                | Grenoble         | Lyon,            | Lyon,              | Montpellier      | Montpellier      | Montpellier      | Strasbourg         |
| Vignette      | Vignette      | VUL/PL                                      | VP/2RM                                      | VUL/PL           | VUL/PL           | VP/2RM             | VP/2RM           | VUL              | PL               | VUL/PL             |
| ------------- | ------------- | ------------------------------------------- | ------------------------------------------- | ---------------- | ---------------- | ------------------ | ---------------- | ---------------- | ---------------- | ------------------ |
|               | verte         |                                             |                                             |                  |                  |                    |                  |                  |                  |                    |
|               | violette      | 2030                                        | 2030                                        |                  |                  |                    |                  |                  |                  |                    |
|               | jaune         | 2030                                        | 2030                                        | 1er juillet 2025 | 2026             | 2026               | 1er janvier 2028 | 1er janvier 2028 | 1er janvier 2025 |                    |
|               | orange        | 1er janvier 2025                            | 1er janvier 2025                            | 1er juillet 2022 | 1er janvier 2021 | 1er janvier 2025   | 1er janvier 2025 | 1er janvier 2024 | 1er janvier 2024 |                    |
|               | bordeaux      | 1er juin 2021 (Paris : 1er juillet 2019)    | 1er juin 2021 (Paris : 1er juillet 2019)    | 1er juillet 2020 | 1er janvier 2020 | 1er janvier 2024   | 1er janvier 2024 | 1er janvier 2023 | 1er janvier 2023 |                    |
|               | grise         | 1er juillet 2019 (Paris : 1er juillet 2017) | 1er juillet 2019 (Paris : 1er juillet 2017) | 2 mai 2019       | 1er janvier 2020 | 1er septembre 2022 | 1er janvier 2023 | 1er juillet 2022 | 1er juillet 2022 |                    |
| Sans vignette | Sans vignette | 1er juillet 2019 (Paris : 1er septembre)    | 1er juillet 2019 (Paris : 20 janvier 2017)  | 1er janvier 2017 | 1er janvier 2020 | 1er septembre 2022 | 1er juillet 2022 | 1er juillet 2022 | 1er juillet 2022 | 1er septembre 2018 |

Dans les agglomérations qui respectant de façon régulière les valeurs de qualité de l’air recommandées par l'Organisation mondiale de la santé, comme Saint-Nazaire, la ZFE n'est pas obligatoire.

## Critiques
Une enquête de la Cour des comptes sur les politiques de lutte contre la pollution de l’air, publiée fin septembre 2020, conclut que « les résultats obtenus apparaissent encore insuffisants ». La vignette Crit’Air ainsi que le bonus-malus n’auraient guère d'impact positif sur la pollution de l’air. La vignette Crit’Air s’appuie en effet sur les normes Euro, qui ne reflètent guère les émissions en conditions de conduite réelles. Le dispositif de bonus-malus « n’est pas calibré en fonction des émissions de polluants, mais du CO2, qui est un gaz à effet de serre et non un polluant atmosphérique ». La Cour conseille de revoir la classification Crit’Air, en se basant sur les émissions réelles de polluants atmosphériques et de CO2 des véhicules, et de « mieux prendre en compte l’ensemble des externalités environnementales des véhicules » comme le poids des véhicules.
La vignette Crit'Air affiche un code-barre 2D-Doc qui révèle plusieurs informations dont le numéro de châssis du véhicule, une donnée qui peut être considérée comme sensible par certains constructeurs étrangers.

## Prise en compte par le navigateur Waze
La vignette est prise en compte dans des services tiers, par exemple l'application de navigation Waze, qui intègre en avril 2018 une option permettant de calculer des itinéraires qui évitent les zones à circulation restreinte auxquelles l'utilisateur n'a pas accès en fonction du certificat qualité de l'air de son véhicule,.